# PHPDoc
PHPDoc est une transposition de Javadoc au langage PHP. Il s'agit d'un standard formalisé pour commenter le code PHP. Il permet d'utiliser des outils tels que phpDocumentor ou Doxygen pour générer la documentation du code, notamment les méthodes publiques, les API, etc. Il permet aussi à certains IDE (Zend Studio (en), NetBeans, etc.) de connaître le type des variables et de lever d'autres ambiguïtés dues au typage faible, améliorant ainsi la complétion de code, le "typage objet" et le débogage.
En août 2013, le PHP Framework Interoperability Group (PHP-FIG) commence à travailler sur le PSR-5, dérivé du standard de facto de phpDocumentor, pour développer et formaliser le standard PHPDoc.

## Exemple
Les mots-clés PHPDoc commencent par une arobase. Par exemple @return indique les types possibles de la valeur retournée par une méthode :
```
 
/**

  * @return string|null The file path or null when non-existent.

  */

 
function
 
getPath
()

 
{

     
...

     
return
 
$path
;

 
}

```